# Pleolophus contractus
Pleolophus contractus là một loài tò vò trong họ Ichneumonidae.